# Alberto Picasso
Alberto Picasso (Chiavari, 27 luglio 1930 – Chiavari, 31 dicembre 2016) è stato un arbitro di calcio italiano.

## Carriera
Ha ottenuto il patentino di arbitro il 22 febbraio 1955, per alcuni anni ha diretto nelle categorie regionali della Liguria, dal 1959 ha arbitrato per la sezione di Chiavari della C.A.S.P. la Commissione Arbitri Semiprofessionisti in Serie D e Serie C. In Serie B ha esordito a Mantova il 5 settembre 1965 nell'incontro Mantova-Pro Patria (1-0), nei dieci anni di direzioni in Serie B ha arbitrato 64 incontri. Nella massima serie ha esordito il 18 settembre 1966 a Lecco arbitrando Lecco-Cagliari (0-2), in Serie A ha arbitrato per nove stagioni, collezionando 53 presenze, l'ultima di queste a Torino il 4 maggio 1975 in Torino-Napoli (1-1).

## Biografia
Nel 1967 ha ricevuto il Premio Florindo Longagnani, un prestigioso riconoscimento che premia il miglior arbitro esordiente nella massima serie.
Dopo aver smesso la sua ventennale carriera arbitrale, è diventato prima presidente e poi commissario straordinario della sezione arbitrale A.I.A. di Chiavari e di componente del Comitato Regionale Ligure.